# Знаменский, Стефан Яковлевич

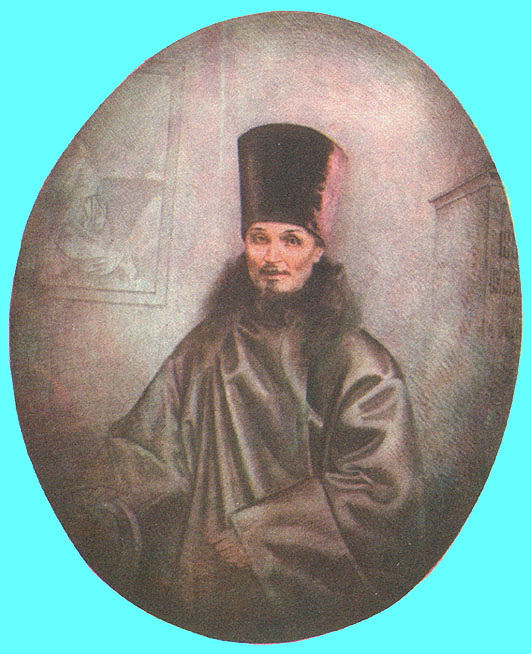
Портрет работы Михаила Знаменского, сына Стефана Знаменского, акварель.

Стефан Яковлевич Зна́менский (Стефан Омский; (2 августа 1806, Железно-Томский завод, Томская губерния — 2 апреля 1877, Омск) — протоиерей, настоятель Воскресенского собора Омска.
Канонизирован Русской православной церковью в лике праведных, память совершается 10 (23) июня и 30 июня (12 июля).

## Биография
Стефан Знаменский родился 2 августа 1806 года (по другим данным 1804 года) в Железно-Томском заводе Уксунайской волости Бийского уезда Томской губернии Сибирского генерал-губернаторства (ныне село  Томское Сафоновского сельского поселения Прокопьевского района Кемеровской области).
Стефан, потомственный священник, выпускник Тобольской духовной семинарии (1824 год), служил в Петропаловском соборе Барнаула.
В 1827 году по собственной просьбе переведен в город Курган Курганского округа Тобольской губернии.
В 1836 году определён священником кафедрального собора Тобольской духовной консистории.
В 1839 году произведён в сан протоиерея.
С 1839 года по 1853 год служил в городе Ялуторовске Ялуторовского округа Тобольской губернии.
В 1842 году им совместно с декабристом И. Д. Якушкиным на пожертвования купца Медведева и других лиц было открыто ланкастерское училище для мальчиков. В нём преподавались: катехизис, священная история, чтение на славянских языках, русская и латинская грамматика, география, арифметика и чистописание.
В 1845 году в память о своей жене 3наменский открыл ланкастерское училище для девочек.
С 1853 года в городе Омске Омского уезда Тобольской губернии. За пятьдесят лет службы в священническом сане кроме обязанностей приходского пастыря ему пришлось нести церковное послушание в качестве члена консистории, эконома семинарии, благочинного, миссионера среди раскольников, законоучителя в уездном училище и губернской гимназии, экзаменатора по Закону Божию во всех учебных заведениях Омска.
Перевод о. Стефана из Ялуторовска в Омск был вызван желанием генерал-губернатора Западной Сибири Г. Х. Гасфорда укрепить авторитет г. Омска в связи с назначением его столицей области Сибирских Киргизов. 23 года (1854—1876) протоиерей Знаменский был настоятелем омского Воскресенского собора на территории Омской крепости (храм снесен в конце 50-х годов XX века).
Стараниями и заботами о. Стефана при храме была собрана, систематизирована и описана одна из лучших в Сибири духовных библиотек (к 1856 году включала в себя 316 наименований, в 1900-е годы — уже 1875 книг). Одних богословских журналов о. Стефан выписывал 17 наименований. Её остатки сохранились в областной библиотеке им. Пушкина. На почве православной педагогики С. Я. Знаменский близко сошёлся с протоиереем и ученым А. И. Сулоцким. С. Я. Знаменский состоял директором комитета Омского попечительства о тюрьмах (с 24 марта 1861), членом в отделении общего губернского присутствия в г. Омске, где решал вопросы об улучшении быта западно-сибирского духовенства по казачьему ведомству (с мая 1864), представлял дела Православного духовенства в особом комитете по народному образованию (12 августа 1866), входил в правление Омского Духовного училища (с 21 мая 1868), принимал участие в работе Омского областного комитета общественного здравия и оспенным (с 5 августа 1873). Отец Стефан был духовником декабристов, отбывавших ссылку в Кургане, Тобольске и Ялуторовске. На совершаемых им богослужениях присутствовал Ф. М. Достоевский, отбывавший ссылку в Омске.
В то время служба в Сибири для всех сословий считалась наказанием, и отправляли сюда людей, неугодных в центральной России. Поэтому пример праведной жизни протоиерея Стефана Знаменского был особенно ярким. Как человек, преданный своей служению, и строгий подвижник благочестия он почитался в народе святым как при жизни, так и после смерти.
Стефан Знаменский умер 2 апреля 1877 года (или 1876 года) в городе Омске Омского уезда Акмолинской области Западно-Сибирского генерал-губернаторства (ныне административный центр Омской области).
6 апреля 1876 года (или 1877 года) о. Стефан был погребен в Омске на городском Шепелевском кладбище. В 1930-е годы кладбище было уничтожено, теперь там пожарная каланча и улица 5-й Армии.

## Канонизация
Канонизирован Русской православной церковью в 1984 году. Память праведного празднуется ежегодно 30 июня (местно) и 10 июня — в Соборе Сибирских святых (даты по юлианскому календарю). На иконе Собора Сибирских святых изображение праведного Стефана помещено в третьем ряду справа.

## Семья
Сын — Михаил Степанович Знаменский (1833—1892) — русский писатель, мемуарист, литератор, художник, карикатурист, археолог, этнограф, краевед.

## Награды
- Набедренник, 31 марта (12 апреля) 1834
- Скуфья, 27 апреля (9 мая) 1840
- Камилавка, 8 (20) апреля 1844
- Золотой наперсный крест, 17 (29) апреля 1854
- Бронзовый наперсный крест, декабрь 1866
- Наперсный крест, украшенный императорской короной, 21 апреля (3 мая) 1871
- Палица, 11 (23) мая 1862
- Императорский орден Святого Равноапостольного Князя Владимира IV степени, 31 марта (12 апреля) 1874
- наперсный золотой крест, поднесенный в честь пятидесятилетия священнического служения (высочайше было разрешено принять и носить, 11 (23) января 1875
- Императорский орден Святой Анны II степени с императорской короной[1].
- Императорский орден Святой Анны III степени